# Charles Socarides
Charles M. Socarides (Brockton, 24 gennaio 1922 – Manhattan, 25 dicembre 2005) è stato uno psichiatra e psicologo statunitense.
È stato uno dei precursori della terapia di conversione, cofondatore e presidente del NARTH. Negli anni Settanta e Ottanta fu, insieme a Irving Bieber, il principale oppositore in seno all'American Psychiatric Association alla decisione di depatologizzare l'omosessualità dal manuale DSM.

## Biografia
Charles Socarides afferma di aver deciso di voler diventare uno psicoanalista a 13 anni, dopo aver letto un libro sulla vita di Sigmund Freud. Prese la laurea a Harvard, il Doctor of Medicine nel '47 allo New York Medical College e successivamente, nel 1952, ottenne la specializzazione in Medicina Psicoanalitica alla Columbia University.
Charles Socarides praticò psichiatria e psicoanalisi a New York dal 1954 fino alla sua morte. Fu inoltre autore di sedici libri, tra cui la sua opera prima, Preoedipal Origin and Psychoanalytic Therapy of Sexual Perversions, e Work and Its Inhibitions: Psychoanalytic Essays  e di più di ottanta articoli psicoanalitici. Charles Socarides fu ospite di numerosi programmi televisivi (tra cui Dateline, 60 Minutes, e Larry King Live), in cui fu invitato a presentare i risultati del suo lavoro.
Fu il primo presidente della National Association for Research and Therapy of Homosexuality (NARTH) che lui stesso fondò, insieme a Joseph Nicolosi e Benjamin Kaufman, nel 1992. Charles Socarides fu uno dei direttori della fondazione Margaret S. Mahler Psychiatric Research Foundation. Fu inoltre un membro del Comitato Internazionale del secondo Delphi International Psychoanalytic Symposium, tenutosi a Delfi, in Grecia, nel 1988. Fu anche un membro della American Medical Association, la American Psychiatric Association, la Association for Psychoanalytic Medicine, e la International Psychoanalytical Association. Inoltre, fu eletto membro a vita della American Psychoanalytic Association, per la quale, per molti anni, diresse un gruppo di discussione. Fu anche un membro affiliato della Royal Society of Medicine di Londra. Insegnò psichiatria alla Columbia University e allo State University of New York Downstate Medical Center. Inoltre, fu Professore Clinico di Psichiatria alla Albert Einstein College of Medicine, a New York, dal 1978 al 1996. Fu invitato a presentare lezioni universitarie sulle sue scoperte mediche alla Anna Freud Centre di Londra, la Portman Clinic, la Tavistock Clinic, e alla British Psychoanalytical Society.
Morì a 83 anni al Metropolitan Hospital Center di New York, a causa di un'insufficienza cardiaca, secondo quanto riportato dalla moglie alla stampa.
Tra i numerosi premi da lui ricevuti, ricordiamo quello di Distinguished Psychoanalyst, Association of Psychoanalytic Psychologists, British National Health Service, Londra, 28 aprile 1995; il primo Sigmund Freud Lectureship Award, New York Center for Psychoanalytic Training, New York, il 1987 Sigmund Freud Award conferito dalla American Society of Psychoanalytic Physicians in riconoscimento degli speciali servigi resi nell'ambito della ricerca psichiatrica e psicoanalitica, ed il Physicians Recognition Award della American Medical Association dal 1970 al 1973.
Charles Socarides fu molto attivo nello studio dell'omosessualità. Egli proponeva una concettualizzazione dell'omosessualità come adattamento neurotico, che ipotizzava potesse essere completamente superato. Secondo Socarides, l'omosessualità sarebbe il frutto di un mancato sviluppo psichico del bambino generato da un particolare tipo di ambiente familiare definito "omosessogenica", caratterizzato dallo stereotipo di "madre castrante e padre assente". La definizione di Socarides dell'omosessualità è quindi quella di una psicopatologia.
Come Joseph Nicolosi, anche Charles Socarides affermò anche di aver creato una terapia in grado di curare gli omosessuali, che avrebbe efficacia in circa "un terzo" dei casi, portando le persone ad avere relazioni sessuali e di amore col sesso opposto e, in base alle loro dichiarazioni, ad essere felicemente sposati con figli. Un altro terzo continuava ad avere rapporti omosessuali, ma era divenuta in grado di controllare di più i propri "impulsi omosessuali", comprendendo le ragioni del proprio desiderio omoerotico e cessando di aderire al modello gat. Socarides considerava anche questo gruppo un successo.
I risultati sono però spesso stati contestati dalle organizzazioni di categoria. Le teorie riparative sono oggi considerate potenzialmente dannose e tutte le maggiori organizzazioni per la salute mentale hanno espresso preoccupazioni al riguardo di questi trattamenti.
Nel 1973, l’American Psychiatric Association (APA) si impegnò a eliminare l’omosessualità dalla seconda versione del DSM, edita nel 1952. Socarides e Irving Bieber erano i principali oppositori di questa decisione in seno all'APA e sostenevano fortemente una classificazione psicopatologica dell'omosessualità. Socarides criticò la depatologizzazione dell'omosessualità come una decisione puramente politica che non si basava su alcuna evidenza scientifica. Inoltre, Robert L. Spitzer, estensore del testo adottato per la cancellazione, non aveva precedentemente scritto un singolo articolo sull’omosessualità o sulla “devianza sessuale”.
Secondo Spitzer, tuttavia, l'affermazione che l'omosessualità di per sé fosse un grave disturbo della personalità e che gli omosessuali non avrebbero mai potuto essere felici era insostenibile. Come compromesso, fu introdotto il disturbo dell'orientamento sessuale, che fu ribattezzato orientamento sessuale egodistonico negli anni '80 e che fu nuovamente derubricato nel 1987.
Charles Socarides ebbe un figlio autodichiarato omosessuale, Richard Socarides, ex-consigliere della Casa Bianca per le politiche LGBT sotto Clinton. Fu proprio la scoperta dell'omosessualità del figlio a spingere Charles Socarides a studiare ancora più a fondo l'omosessualità e come questa potesse essere curata. Socarides aveva divorziato dalla moglie quando il figlio aveva due anni, e fu probabilmente la sua esperienza personale che portò alla teorizzazione della famiglia "omosessogenica", Secondo Socarides, infatti l'omosessualità del figlio era dovuta alla sua limitata presenza nella sua vita (da lui imputata al divorzio) e a un presunto conseguente distaccamento del figlio dal padre e a un supposto attaccamento morboso del figlio alla madre.
Socarides non cambiò le sue posizioni neppure quando, nel 1973, la American Psychiatric Association votò la cancellazione dell'omosessualità dalla lista delle malattie mentali. Fu, insieme allo psicanalista Irving Bieber, uno dei più duri contestatori di tale scelta.

## Visione dell'omosessualità
L'omosessualità maschile – secondo Socarides – ha origine in una madre dominante e in un padre debole o rifiutante ed è sempre distruttiva per tutti.
A suo avviso, le basi di un orientamento omosessuale vengono solitamente poste prima dei tre anni e sono quindi preedipiche. Egli pensa che gli insegnanti dichiaratamente gay siano una forma di abuso sui minori.
Socarides non considera immorale l'omosessualità. L'omosessualità è di per sé un danno sociale, poiché solo l'eterosessualità è biologicamente e socialmente profittevole. Inoltre, esiste una verità di fondo sia nella psicodinamica inconscia che nel collegamento tra anatomia e identità psicosociale percepita e riconosciuta. In un articolo apparso sul Journal of American Medical Association ha descritto l'omosessualità come un "disturbo temuto, di carattere maligno, che ha raggiunto proporzioni epidemiche". Ha stimato che 4 milioni di americani "soffrano" di questa condizione, avvertendo che l'omosessualità è la malattia principale degli Stati Uniti.
Se nel 1962 Bieber aveva stimato nel 19% la percentuale di omosessuali "convertibili" all'eterosessualità, Socarides dichiarò che più di un terzo delle persone esclusivamente omosessuali (non bisessuali quindi) poteva essere riorientato all'eterosessualità.

## Vita privata
I primi tre matrimoni del dottor Socarides, con Veronica Rak, Nan Bennett e Barbara Bonner, finirono con un divorzio. Oltre a sua moglie Claire, che sposò nel 1988, lasciò una sorella, Helen Socarides Covett, di Brockton; quattro figli, tutti di Manhattan: Richard, nato dal primo matrimonio, che fu consigliere della Casa Bianca di Clinton sulle questioni LGBT; Alexandra e Charles Jr., dal suo matrimonio con la signora Bonner; e Jacqueline, dal suo quarto matrimonio; e un nipote. Una figlia del primo matrimonio del dottor Socarides, Daphne Socarides Stolorow, una psicologa clinica, morì nel 1991.
Visse nel lato est superiore di Manhattan.

## Premi e riconoscimenti
- 1970-1973: riconoscimento ai migliori medici dell'American Medical Association
- 1973: il primo Sigmund Freud Lectureship Award del New York Center for Psychoanalytic Training.
- 1987: Premio Sigmund Freud dell'American Society of Psychoanalytic Physicians
- 1995: Distinguished Psychoanalyst of the Association of Psychoanalytic Psychologists di Londra (criticato da parte di Andrew Samuels, Joanna Ryan e Mary Lynne Ellis)[16]

## Opere
I libri scritti da Socarides furono:
- Charles W. Socarides. The Overt Homosexual, 1968 (dedicato al primo figlio Richard)[17]
- Charles W. Socarides. Homosexuality, 1978
- Charles W. Socarides and Toksoz B. Karasu. On Sexuality: Psychoanalytic Observations.
- Charles W. Socarides. Beyond Sexual Freedom.
- Charles W. Socarides and Selma Kramer. Work and Its Inhibitions: Psychoanalytic Essays.
- Charles W. Socarides. The World of Emotions: Clinical Studies of Affects and Their Expression.
- Vamik D. Volkan and Charles W. Socarides. The Homosexualities: Reality, Fantasy, and the Arts.
- Loretta L. Loeb and Charles W. Socarides. The Mind of the Paedophile: Psychoanalytic Perspectives.
- Charles W. Socarides. Preoedipal Origin and Psychoanalytic Therapy of Sexual Perversions.
- Charles W. Socarides. Homosexuality: Psychoanalytic Therapy.
- Vamik D. Volkan and Charles W. Socarides. The Homosexualities and the Therapeutic Process.
- Charles W. Socarides and Abraham Freedman. Objects of Love: The Sexual Deviations.
- James Jennings and Charles W. Socarides. A Day at a Time: Daily Reflections for Recovering People.
- Elaine V. Siegel and Charles W. Socarides. Dance-Movement Therapy: Mirror of Our Selves: A Psychoanalytic Approach.
- Charles W. Socarides. Sexual politics and scientific logic: The Issue of Homosexuality.